# Clinus superciliosus
Clinus superciliosus es una especie de pez del género Clinus, familia Clinidae. Fue descrita científicamente por Linnaeus en 1758.
Se distribuye por el Atlántico Sureste: norte de Namibia hasta el río Kei, Sudáfrica. La longitud total (TL) es de 30 centímetros. Habita en zonas intermareales y submareales.
Está clasificada como una especie marina inofensiva para el ser humano.